# Rägavere kommun
Rägavere vald är en kommun i Estland.   Den ligger i landskapet Lääne-Virumaa, i den centrala delen av landet, 110 km öster om huvudstaden Tallinn. Antalet invånare är 993. Arean är 174 kvadratkilometer.
Terrängen i Rägavere vald är platt.
Följande samhällen finns i Rägavere vald:
- Ulvi
- Viru-Kabala